# Tachardina spinosa
Tachardina spinosa är en insektsart som beskrevs av Abraham Munting 1966. Tachardina spinosa ingår i släktet Tachardina och familjen Kerriidae. Inga underarter finns listade i Catalogue of Life.